# Liang Rui
Liang Rui (chinesisch 梁瑞; * 18. Juni 1994) ist eine chinesische Geherin.

## Sportliche Laufbahn
Liang nahm als Jugendliche an nationalen Wettkämpfen teil und belegte 2014 den dritten Platz bei den chinesischen Universitätsmeisterschaften im 5000-Meter-Bahngehen und im 10.000-Meter-Bahngehen. Ihren Durchbruch in der Hauptklasse hatte sie 2016 mit ihrem Sieg im 20-km-Straßengehen bei den Asian Race Walking Championships, wo sie sich gegen Kumiko Okada und Lee Jeong-eun durchsetzte. Ihr Vorsprung betrug über eine Minute und sie stellte mit ihrer Zeit von 1:28:43 h eine neue persönliche Bestzeit auf. 2017 belegte sie den vierten Platz bei der Taicang-Etappe der IAAF Race Walking Challenge.
Bei ihrem Debüt im 50-km-Straßengehen bei den Geher-Team-Weltmeisterschaften 2018 gewann sie und konnte den bisher von Inês Henriques gehaltenen Weltrekord um mehr als eine Minute auf eine Zeit von 4:04:36 h verbessern. Sie konnte auch mit dem chinesische Team gemeinsam mit Yin Hang und Ma Faying die Goldmedaille gewinnen. Später in diesem Jahr gewann sie den nationalen Meistertitel im 50-km-Straßengehen bei den chinesischen Meisterschaften.
Ihr Weltrekord wurde 2019 von Hong Liu mit einer Zeit von 3:59:15 gebrochen. Liang wurde 2019 Weltmeisterin im 50-km-Straßengehen bei den Weltmeisterschaften in Doha (Katar).